# Ålsrode
Ålsrode er en landsby på Djursland med 202 indbyggere  (2025). Ålsrode er beliggende ni kilometer syd for Grenaa. Fra Ebeltoft er der 25 kilometer mod nord til byen.
Landsbyen ligger i Region Midtjylland og hører under Norddjurs Kommune. Ålsrode er beliggende i Ålsø Sogn.